# Vortexgarten Mathildenhöhe

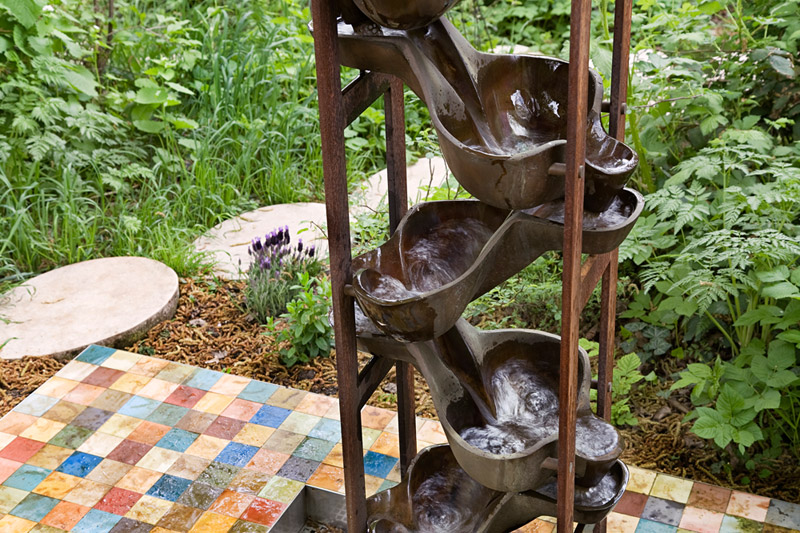
Rame - forma di flusso nel Vortexgarten di Darmstadt

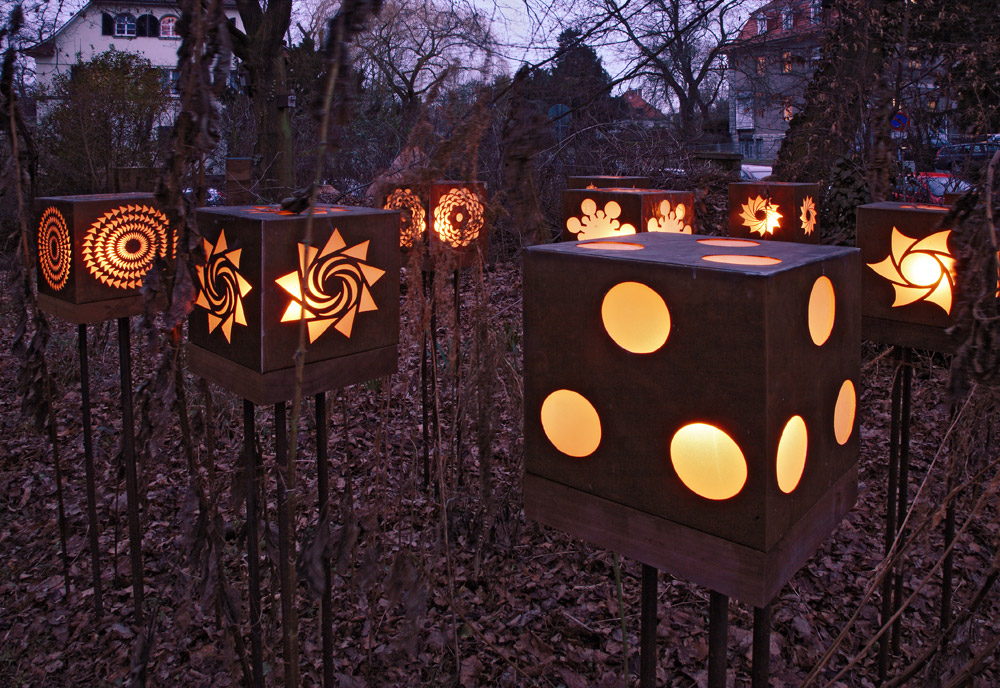
Cerchi nel grano-pittografie

Il Vortexgarten Mathildenhöhe è un giardino privato ad uso pubblico nella città di Darmstadt (Assia, Germania). È un giardino panteistico di permacultura nell'area di Art Nouveau della Mathildenhöhe e allude alla teoria, avanzata da Viktor Schauberger, della "forza levitazionale" attraverso le rappresentazioni artistiche di scultori di fama internazionale quali John Wilkes, Jacopo Foggini, Jerome Abel Seguin e Hyesung Hyun. È un giardino di proprietà privata di Henry Nold di Darmstadt, ma è aperto al pubblico.

## Concetto
Il termine "Vortex" denota un movimento a spirale o simile alla corrente (di un fluido). Per il proprietario del giardino significa spirali di forme elicoidali e, per estensione, evoca concetti come il DNA, la doppia elica e i blocchi costitutivi della vita.

## Sfondo storico e culturale
Il Vortexgarten, assieme alla “Haus Hubertus” costruita nel 1921 dall'architetto Jan Hubert Pinand per la famiglia Diefenbach, è la base di una nuova forma di "topografia sacra", un omaggio a quel movimento di riforma della vita, che si considerava alternativo tanto al comunismo quanto al capitalismo. 
L'effetto carismatico delle colonie di artisti tedeschi e svizzeri sulla Mathildenhöhe, a Worpswede, Amden e Monte Verità favorì  la creatività nei bohemien e nei liberi pensatori e fece emergere altri progetti utopistici ed un nuovo contesto di pensiero alternativo in Europa. Dietro a questo stava il sogno di tutti coloro che soffrivano per un "paradiso perduto" e anelavano a sostituirlo: anarchici, nudisti, femministe, dadaisti, pacifisti, massoni, teosofi e chi cercava sé stesso. Quel che attraeva sempre di più tutta questa gente era lo spirito di utopia e una nuova definizione del sé attraverso la creazione di una loro mitologia ben lontana da radicati usi e processi di vita. Il Vortexgarten sostanzia questo desiderio di un posto in cui le energie che operano invisibilmente siano evocate, riunite e, quando ci si rifletta sopra, possano manifestarsi.

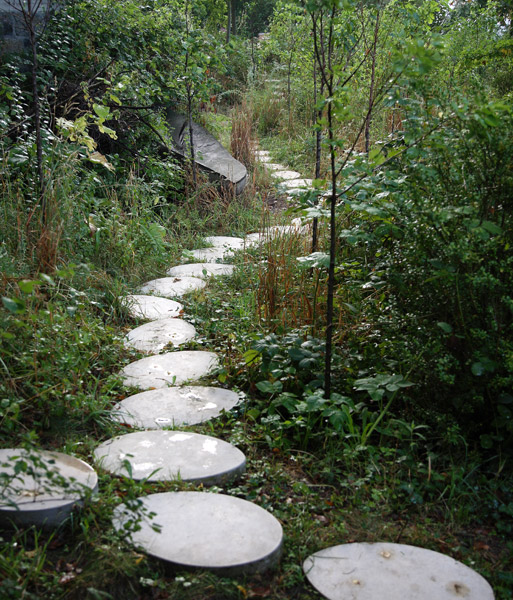
Geometria-ovali

## Geometria e numerologia
Un altro tema nel Vortexgarten consiste nella geometria sacra e le relazioni numeriche cosmologiche, come la "sezione aurea" e la sequenza di numeri di Fìbonacci derivata, spesso ritrovata nei cerchi nel grano, che facilmente arrivano a 70 m di diametro, e compaiono "misteriosamente" ogni anno soprattutto in Inghilterra fino al momento della mietitura. Versioni ridotte di tali cerchi sono immortalate nel Prinz-Christians-Weg 13 di Darmstadt, nella forma di mosaici e "pittogrammi" piastrellati, oltre che tridimensionalmente attraverso sculture di accurata esecuzione. Gli intricati schemi di questi cerchi cereali sono disegnati come modelli comprensibili passo per passo ed hanno un effetto ordinato e decoroso sull'ambiente in cui sono inseriti — come nel caso della scalinata laterale, dove una fila di monete di bronzo intarsiate stanno fianco a fianco inframmezzate a brevi intervalli con 48 vari pittogrammi di cerchi nel grano. Una foto della casa estiva di Goethe a Weimar, in cui si vede un pentagramma di pietra sul pavimento, diede l'ispirazione per il mosaico " a cerchi nel grano" di lastre calcaree nel padiglione con prismi di vetro luccicante nel progetto della cupola.

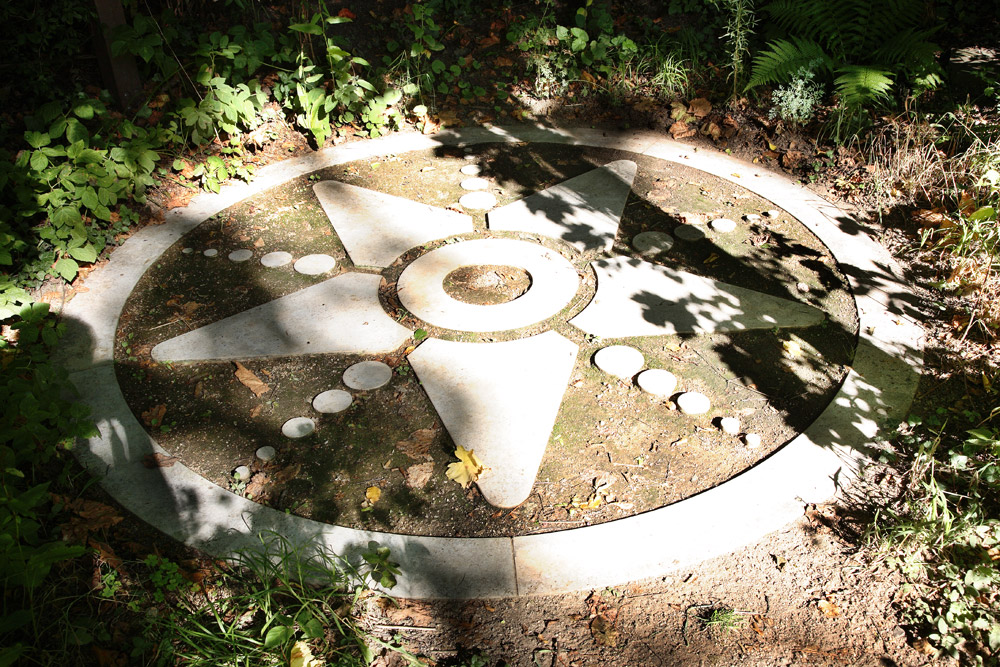
Il pentagramma "a cerchio nel grano"

Il sentiero con 108 "impronte di pietra" posate attorno alla casa implica una evocazione lunare, rispecchiata in un metallo prezioso argenteo con peso atomico 108 e richiama ancora il raggio della luna, ossia 1080 miglia.

## Bionica e permacultura
Nei laghetti a cascata formati organicamente di John Wilkes, l'acqua crea schemi che fluiscono a lemniscata con vari ritmi condizionati dalle vasche di diversa larghezza. Le fontane artificiali sono alimentate con acqua piovana dagli scoli di tre serbatoi; rinforzata dal movimento corroborante nelle vasche dalle forme fluenti, l'acqua è usata per irrigare il giardino.

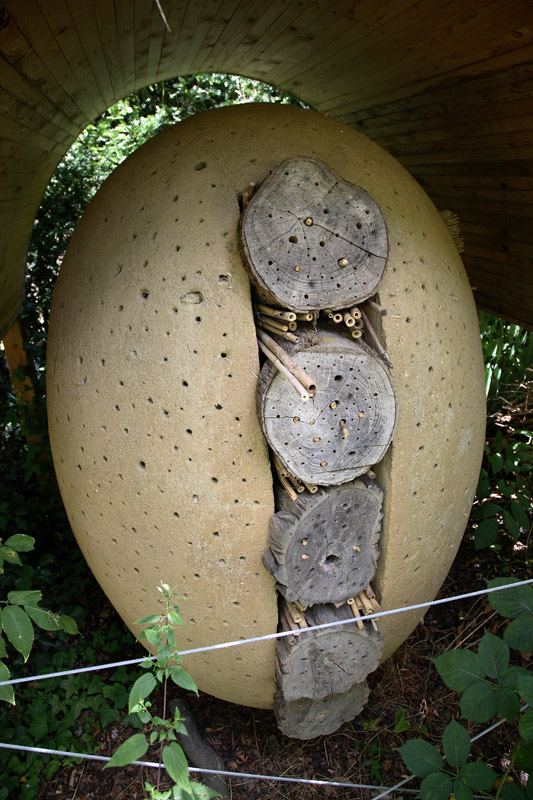
Argilla - legno - albergo per insetti

Nel Vortexgarten, il fondo del giardino e la manutenzione delle piante si fondano sui principi dell'approccio permaculturale. Secondo le indicazioni di Hermann Benjes, un numero relativamente grande di cataste di legno morto e mucchi di tronchi forniscono terreno di coltura ideale per i microorganismi in questo giardino urbano.

## Disposizione del giardino con elementi ovali
Lo stagno, scavato in una forma ovoide simile a un cratere e sormontato da in camminamento ligneo circolare e sculture a stalattite color magenta di Jacopo Foggini, è conformato su "imbuti" da esercizio runici che erano scavati nel terreno per pratica ginnica e comportavano notevole movimento di terra. Un imbuto a tre gambe con un flusso di acqua a forma di campana che tùrbina a spirale porta vitalità al biotopo.
Posti su una mensola tra due grandi nidi artificiali per pipistrelli di fronte alle finestre della camera da letto al piano superiore si trovano numerosi corti tronchi con migliaia e migliaia di buchi sul lato delle venature per formare possibili ricettacoli per insetti. Da un'altra parte un uovo di argilla a baldacchino alto quasi 2 m con buchi intagliati sulla superficie può considerarsi una casa per api solitarie o un sito di annidamento per altri insetti. SI trovano nel giardino alcune scatole "a favo" per api mellifere.

## Implosione invece di esplosione
Dagli insegnamenti acquisiti in oltre 30 anni passati ad osservare la natura in zone incontaminate dell'Austria, Viktor Schauberger cercò di integrare processi fondamentali di vita e movimento e principiare la produzione di carburanti alternativi per macchine, turbine, motori o per generare calore.I visitatori del Vortexgarten possono sperimentare tali forze implosive ed entrare in sintonia con il modo in cui le forze vitali possono emergere, crescere e svilupparsi.
Il nome "Vortex" deriva dalle molte applicazioni di forme di flusso d'acqua e imbuti con forme di movimento d'acqua a spirale e lemniscata (figura a forma di otto).